# Jesper Hansen (fodboldtræner)
 Der er flere personer med dette navn, se Jesper Hansen.
Jesper Hansen (født 24. december 1963) er en dansk fodboldtræner og tidligere fodboldspiller (målmand).

## Spillerkarriere
Som aktiv spillede Jesper Hansen for Holbæk B&IF (7 kampe i tredje bedste række) og Jyderup Boldklub (90 kampe i tredje bedste række). Derefter kom han til Brøndby IF, som han spillede 45 kampe for i den bedste række, og siden Brønshøj Boldklub, hvor han nåede 198 førsteholdskampe i den bedste og næstbedste division.

## Trænerkarriere
I 1998 begyndte han trænergerningen i netop Brønshøj Boldklub (i Danmarksserien/1. division, samtidig med at han spillede kampe på klubbens divisionshold) og kom siden til Virum-Sorgenfri Boldklub (Danmarksserien) og Holbæk B&IF (2. division), som han med succes trænede fra 2003 til 2005, hvor han blev træner i Herfølge Boldklub fra den 1. januar 2006. Til trods for en to-årig kontrakt med klubben nåede han dog kun at træne Herfølge i 1 år, da han indgav sin afskedsbegæring efter et skuffende efterår i 2006.
I april 2007 blev han præsenteret som ny målmandstræner i FC Roskilde. Dette job bestred han dog kun i to måneder, for i juni 2007 blev han præsenteret som ny cheftræner i 1. divisionsklubben HIK.
Fra 1. juli 2008 blev Jesper Hansen ansat som ny cheftræner i Lolland-Falster Alliancen. På grund af en katastrofal sæsonstart blev det dog kun til tre måneder i spidsen for falstringene, da Hansen blev fyret den 8. oktober.
1. januar 2010 blev han ny træner i Greve Fodbold, som han førte til en 10. plads i 2. division. Efter sommerpausen fik Greve en dårlig start på sæsonen, hvor det kun blev til to point i sæsonens første seks kampe, og det resulterede i, at bestyrelsen valgte at fyre Hansen.
I august 2011 blev Hansen udnævnt til ny sportschef for ungdomsafdelingen i Brønshøj Boldklub.
Den 12. 2015 juni blev det offentliggjort, at Jesper Hansen overtager det ledige trænersæde i Brønshøj Boldklub